# Droogmansia vanderystii
Droogmansia vanderystii är en ärtväxtart som beskrevs av De Wild. Droogmansia vanderystii ingår i släktet Droogmansia och familjen ärtväxter. Inga underarter finns listade i Catalogue of Life.